# Evan Ferguson
Pour les articles homonymes, voir Ferguson.
Evan Ferguson, né le 19 octobre 2004 à Bettystown en République d'Irlande, est un footballeur international irlandais qui évolue au poste d'avant-centre à l'AS Roma, en prêt de Brighton & Hove Albion.

## Biographie

### Bohemian FC
Né à Bettystown, dans le comté de Meath en Irlande, Evan Ferguson commence le football au St. Kevin's Boys F.C. avant de poursuivre sa formation au Bohemian FC. Il fait ses débuts en équipe première à 14 ans, le 11 juillet 2019, lors d'un match amical contre le Chelsea FC. Ferguson fait ses débuts en compétition officielle le 14 septembre 2019, contre Derry City, lors d'une rencontre du championnat irlandais. Il entre en jeu et les deux équipes se neutralisent,.

### Brighton & Hove
Le 9 janvier 2021, Evan Ferguson s'engage en faveur de Brighton & Hove,.
Le 24 août 2021, il prend part à son premier match avec Brighton & Hove lors d'un match de coupe de la Ligue anglaise contre Cardiff City. Il entre en jeu et son équipe l'emporte par deux buts à zéro,. Jouant surtout avec l'équipe réserve du club pour commencer, il se fait notamment remarquer dans le championnat de Premier League 2, étant nommé pour le joueur du mois d'août.
Le 19 février 2022, le jeune attaquant fait sa première apparition en Premier League, face au Burnley FC. Il entre en jeu à la place de Danny Welbeck et son équipe s'incline par trois buts à zéro,.
Le 24 août 2022, l'attaquant irlandais inscrit son premier but avec l'équipe première de Brighton, à l'occasion d'une rencontre de coupe de la Ligue anglaise face au Forest Green Rovers. Titularisé ce jour-là, il délivre une passe décisive pour Deniz Undav avant de marquer son but en fin de partie, participant ainsi à la victoire des siens par trois buts à zéro,. Le 24 octobre 2022, Ferguson prolonge son contrat avec Brighton jusqu'en juin 2026. Le 25 avril 2023, Ferguson prolonge de nouveau son contrat avec Brighton. Il est cette fois lié au club jusqu'en juin 2028,. Ferguson réalise doublé pour Brighton le 21 mai 2023, lors d'une rencontre de championnat face au Southampton FC. Titularisé ce jour-là, le jeune irlandais participe à la victoire de son équipe, qui l'emporte par trois buts à un.
Le 2 septembre 2023, il inscrit un triplé en Premier League face à Newcastle United.
Il est notamment estimé par le site spécialisé Transfermarkt comme étant le joueur ayant la plus grande valeur sur le marché des transferts de l'histoire de l’Irlande.[réf. souhaitée]

### En sélection
Evan Ferguson représente l'équipe d'Irlande des moins de 17 ans pour un total de trois buts en trois matchs, tous en 2019.
Le 3 septembre 2021, Ferguson joue son premier match avec l'équipe d'Irlande espoirs contre la Bosnie-Herzégovine. Il entre en jeu et son équipe s'impose par deux buts à zéro.
En novembre 2022, Evan Ferguson est convoqué pour la première fois avec l'équipe nationale d'Irlande, par le sélectionneur Stephen Kenny,. Sa présence dans le groupe de la sélection A est notamment due aux absences sur blessures de Troy Parrott et Adam Idah. Il honore sa première sélection lors de ce rassemblement, le 17 novembre 2022 contre la Norvège. Il entre en jeu à la place de Alan Browne et son équipe s'incline par deux buts à un.
Le 22 mars 2023, il inscrit son premier but en sélection en amical face à la Lettonie,. Lors de la 4e journée du groupe B des qualifications pour l'Euro 2024, il inscrit un but dans la victoire des siens face à Gibraltar,.

## Statistiques

### Détaillées
| Saison                | Club                   | Championnat           | Championnat | Championnat | Championnat | Coupe nationale | Coupe nationale | Coupe nationale | Coupe de la Ligue | Coupe de la Ligue | Coupe de la Ligue | Compétition(s) continentale(s) | Compétition(s) continentale(s) | Compétition(s) continentale(s) | Compétition(s) continentale(s) | Total | Total | Total |
| Saison                | Club                   | Division              | M.          | B.          | P.d.        | M.              | B.              | P.d.            | M.                | B.                | P.d.              | Comp.                          | M.                             | B.                             | P.d.                           | M.    | B.    | P.d.  |
| 2019                  | Bohemian FC            | League of Ireland     | 1           | 0           | 0           | -               | -               | -               | -                 | -                 | -                 | -                              | -                              | -                              | -                              | 1     | 0     | 0     |
| 2020                  | Bohemian FC            | League of Ireland     | 2           | 0           | 0           | 1               | 0               | 0               | -                 | -                 | -                 | -                              | -                              | -                              | -                              | 3     | 0     | 0     |
| Sous-total            | Sous-total             | Sous-total            | 3           | 0           | 0           | 1               | 0               | 0               | -                 | -                 | -                 | -                              | -                              | -                              | -                              | 4     | 0     | 0     |
| 2021-2022             | Brighton & Hove Albion | Premier League        | 1           | 0           | 0           | 2               | 0               | 1               | 1                 | 0                 | 0                 | -                              | -                              | -                              | -                              | 4     | 0     | 1     |
| 2022-2023             | Brighton & Hove Albion | Premier League        | 19          | 6           | 2           | 4               | 3               | 0               | 2                 | 1                 | 1                 | -                              | -                              | -                              | -                              | 25    | 10    | 3     |
| 2023-2024             | Brighton & Hove Albion | Premier League        | 27          | 6           | 1           | 2               | 0               | 0               | -                 | -                 | -                 | C3                             | 7                              | 0                              | 0                              | 36    | 6     | 1     |
| 2024-2025             | Brighton & Hove Albion | Premier League        | 13          | 1           | 0           | -               | -               | -               | 2                 | 0                 | 0                 | -                              | -                              | -                              | -                              | 15    | 1     | 0     |
| Sous-total            | Sous-total             | Sous-total            | 60          | 13          | 3           | 8               | 3               | 1               | 5                 | 1                 | 1                 | -                              | 7                              | 0                              | 0                              | 80    | 17    | 5     |
| 2024-2025             | West Ham United (prêt) | Premier League        | 8           | 0           | 0           | -               | -               | -               | -                 | -                 | -                 | -                              | -                              | -                              | -                              | 8     | 0     | 0     |
| Total sur la carrière | Total sur la carrière  | Total sur la carrière | 71          | 13          | 3           | 9               | 3               | 1               | 5                 | 1                 | 1                 | -                              | 7                              | 0                              | 0                              | 92    | 17    | 5     |

### En sélection
| Saison                | Sélection             | Phases finales        | Phases finales | Phases finales | Phases finales | Éliminatoires | Éliminatoires | Éliminatoires | Ligue des nations | Ligue des nations | Ligue des nations | Matchs amicaux | Matchs amicaux | Matchs amicaux | Total | Total | Total |
| Saison                | Sélection             | Compétition           | M              | B              | Pd             | M             | B             | Pd            | M                 | B                 | Pd                | M              | B              | Pd             | M     | B     | Pd    |
| --------------------- | --------------------- | --------------------- | -------------- | -------------- | -------------- | ------------- | ------------- | ------------- | ----------------- | ----------------- | ----------------- | -------------- | -------------- | -------------- | ----- | ----- | ----- |
| 2022-2023             | Irlande               | -                     | -              | -              | -              | 3             | 1             | 1             | -                 | -                 | -                 | 3              | 1              | 0              | 6     | 2     | 1     |
| 2023-2024             | Irlande               | -                     | -              | -              | -              | 3             | 1             | 0             | -                 | -                 | -                 | 3              | 0              | 0              | 6     | 1     | 0     |
| 2024-2025             | Irlande               | -                     | -              | -              | -              | -             | -             | -             | 8                 | 2                 | 0                 | -              | -              | -              | 8     | 2     | 0     |
| Total sur la carrière | Total sur la carrière | Total sur la carrière | -              | -              | -              | 6             | 2             | 1             | 8                 | 2                 | 0                 | 6              | 1              | 0              | 20    | 5     | 1     |

### Buts internationaux
| 0 | Date             | Lieu                           | Adversaire | Score | Résultats | Compétitions                |
| - | ---------------- | ------------------------------ | ---------- | ----- | --------- | --------------------------- |
| 1 | 22 mars 2023     | Aviva Stadium, Dublin, Irlande | Lettonie   | 2-0   | 3 - 2     | Match amical                |
| 2 | 19 juin 2023     | Aviva Stadium, Dublin, Irlande | Gibraltar  | 2-0   | 3 - 0     | Éliminatoires Euro 2024     |
| 3 | 16 octobre 2023  | Victoria Stadium, Gibraltar    | Gibraltar  | 0-1   | 0 - 4     | Éliminatoires Euro 2024     |
| 4 | 14 novembre 2024 | Aviva Stadium, Dublin, Irlande | Finlande   | 1-0   | 1 - 0     | Ligue des Nations 2024-2025 |
| 4 | 23 mars 2025     | Aviva Stadium, Dublin, Irlande | Bulgarie   | 1-1   | 2 - 1     | Ligue des Nations 2024-2025 |